# Agapetus occidentis
Agapetus occidentis là một loài Trichoptera trong họ Glossosomatidae. Chúng phân bố ở miền Tân bắc.